# Bent Skammelsrud
Bent Skammelsrud, né le 18 mai 1966 à Sarpsborg (Norvège), est un footballeur international norvégien, qui évoluait au poste de milieu de terrain.

## Biographie

### En club
Bent Skammelsrud joue en Norvège, en Suède, et en Allemagne. Il dispute un total de 296 matchs en première division, inscrivant 58 buts.
C'est avec le club de Rosenborg qu'il remporte la totalité de son palmarès, constitué de onze titres de champion de Norvège, et trois Coupes de Norvège.
Il participe régulièrement aux compétitions européennes, en particulier avec Rosenborg. Il joue à cet effet 80 matchs en Ligue des champions, inscrivant onze buts, et huit matchs en Coupe de l'UEFA, marquant un but. Il est quart de finaliste de la Ligue des champions en 1997 avec Rosenborg, en étant éliminé par le club italien de la Juventus.

### En équipe nationale
Skammelsrud reçoit 38 sélections en équipe de Norvège entre 1987 et 2000, inscrivant six buts.
Il joue son premier match en équipe nationale le 14 novembre 1987, contre la Bulgarie (défaite 4-0 à Sofia). Il inscrit son premier but le 4 février 1990, contre la Corée du Sud (victoire 3-2 à Ħ'Attard).
Il marque son deuxième but le 27 mars 1990, contre l'Irlande du Nord (victoire 2-3 à Belfast). Par la suite, le 22 janvier 1997, il est l'auteur d'un doublé contre la Nouvelle-Zélande (victoire 0-3 à Brisbane).
Il inscrit son avant-dernier but le 20 janvier 1999, contre Israël (victoire 0-1 à Ramat Gan). Son dernier but est marqué le 29 mars 2000, contre la Suisse à Lugano (score : 2-2).
En juin 2000, il participe à l'Euro 2000 organisé en Belgique et aux Pays-Bas. Lors de cette compétition, il joue deux matchs, contre l'Espagne (victoire 1-0 à Rotterdam) et la Serbie (défaite 0-1 à Liège). Il est capitaine contre les yougoslaves.
Il reçoit sa dernière sélection avec la Norvège le 2 septembre 2000, contre l'Arménie (match nul et vierge à Oslo).

## Palmarès

### Avec Rosenborg BK
- Champion de Norvège en 1992, 1993, 1994, 1995, 1996, 1997, 1998, 1999, 2000, 2001 et 2002
- Vainqueur de la Coupe de Norvège en 1992, 1995 et 1999